# Pierre Ochs (politique)
Pour les articles homonymes, voir Pierre Ochs.
Pierre Ochs est une personnalité politique suisse, né le 20 août 1752 à Nantes et mort le 19 juin 1821 à Bâle. Homme politique et diplomate bâlois, Pierre Ochs contribue massivement à poser les jalons de l'État fédéral moderne. Dans l'esprit de la Révolution française, il s'engage toute sa vie en faveur des droits de l'Homme, de la liberté de la presse et de la religion comme de l'égalité politique de tous les habitants. Sa carrière politique le mène à assumer des fonctions importantes.

## Biographie
Installé à Bâle depuis 1779, il est un admirateur des idées de la Révolution française. En 1790, il est chancelier de Bâle, au moment où son beau-frère Philippe-Frédéric de Dietrich est maire de Strasbourg. Il essaie de maintenir de bonnes relations entre la France et la Suisse et participe à la signature des traités de Bâle (1795).
En 1797, avec le soutien du Directoire, grâce au soutien de son cousin, le Premier Consul Napoléon BONAPARTE, cousin par ses ancêtres FAESCH, famille patricienne bâloise, il fomente des révoltes contre l'aristocratie pour établir un gouvernement semblable à celui que connaît la France. Il rédige alors une constitution qui établit l'égalité et conduit à un système politique représentatif et plus centralisé. La République helvétique, dont il fait partie du Directoire avec deux autres francs-maçons comme lui (Frédéric-César de La Harpe et Pierre-Maurice Glayre) est ainsi créée, mais fédéralistes et centralisateurs s'opposent, ce qui conduit à une instabilité chronique.
Il fait partie de la délégation suisse convoquée à Paris par Napoléon Bonaparte (1803) et qui aboutit à la signature de l'Acte de Médiation faisant passer la Suisse sous la tutelle française. Après son retour à Bâle, il entre au Conseil d'État mais s'occupe désormais surtout de travaux littéraires et artistiques. Outre son engagement politique, Pierre Ochs se préoccupe aussi d'Histoire. Sa charge de secrétaire de ville lui facilite l'accès aux archives. Il signe ainsi plusieurs livres historiques qui couvrent la période allant de l'Antiquité à la fondation de la République helvétique en 1798, dont "Geschichte der Stadt und Landschaft Basel".
Sous le Consulat, si le Bâlois permet à Bonaparte de promulguer l’Acte de médiation, le 19 février 1803, il permet aussi à la République helvétique de retrouver une indépendance toute relative en redevenant une confédération avec 19 cantons souverains. L’influence de la France reste néanmoins réelle au sein de la confédération. Le Premier consul parvient ainsi à s’imposer comme le médiateur dans des terres helvétiques qui étaient alors marquées par d’importants troubles. Cette proximité avec la France, qu’il admire tant, lui attire très souvent les foudres de ses compatriotes et participe à l’ambivalence de ce personnage, tant adoré que décrié ! C’est dans la solitude et la pauvreté que le cœur de Peter Ochs s’arrête de battre à Bâle le 19 juin 1821, quasiment un mois après celui de Napoléon, qu’il appréciait tant.